# Nowotrojićke (rejon wołnowaski)
Nowotrojićke (ukr. Новотроїцьке) – osiedle na Ukrainie, w obwodzie donieckim, w rejonie wołnowaskim, w hromadzie Olhynka. W 2001 liczyło 7712 mieszkańców.